# 壱岐市立瀬戸小学校
壱岐市立瀬戸小学校（いきしりつ せとしょうがっこう, Iki City Seto Elementary School）は長崎県壱岐市芦辺町箱崎大左右（たいそう）触にある公立小学校。略称は「瀬戸小」。

## 概要
歴史
1876年（明治9年）に開校した「第五大学区第四中学区箱崎小学校（現・壱岐市立箱崎小学校）瀬戸分校」を前身とする。2011年（平成23年）に創立135年を迎えた。
校歌
作詞は目良与志汎、作曲は水上浩成による。歌詞は3番まである。各番とも「瀬戸 瀬戸 瀬戸小学校」で終わる。
校区
郵便番号が811-54で始まり、芦辺町の後に「瀬戸浦」、「箱崎大左右触」（一部）、「箱崎中山触」（一部）が続く地区。中学校区は壱岐市立芦辺中学校。

## 沿革
- 1876年（明治09年） - 瀬戸浦永光寺を借り、「第五大学区第四中学区箱崎小学校瀬戸分校」が開校。
- 1879年（明治12年） - 「箱崎部公立箱崎小学校瀬戸分校」と改称。
- 1883年（明治16年） - 「箱崎学区公立中等流水小学校下等瀬戸分校」と改称。
- 1885年（明治18年） - 「可須[3]学区公立中等流水小学校下等瀬戸分校」と改称。
- 1886年（明治19年） - 流水小学校（現・箱崎小学校）から分離し、「可須学区下等瀬戸小学校」として独立。
- 1887年（明治20年） - 一旦廃止される。
- 1893年（明治26年） - 瀬戸浦船見に「箱崎村立箱崎（尋常）小学校瀬戸分校」が開校。
- 1901年（明治34年） - 箱崎小学校から分離し、「瀬戸尋常小学校」として独立。
- 1906年（明治39年） - 塩津の永光寺に校舎を新築し、移転。
- 1939年（昭和14年） - 高等科を併置し、「瀬戸尋常高等小学校」と改称。
- 1941年（昭和16年） - 国民学校令により、「箱崎村瀬戸国民学校」と改称。
- 1947年（昭和22年）4月1日 - 学制改革（六・三制実施）により、「箱崎村立瀬戸小学校」と改称。
- 1955年（昭和30年）11月1日 - 瀬戸地区婦人会・保護者により瀬戸保育所を開設。小学校の1教室を利用。
- 1956年（昭和31年）
  - 5月12日 - 前年に開始した瀬戸保育所をもとに、「箱崎村立瀬戸幼稚園」（2年保育）の設置が認可される。
  - 9月30日 - 箱崎村が芦辺町に編入され、「芦辺町立瀬戸小学校」と改称（幼稚園も芦辺町立瀬戸幼稚園と改称）。
- 1962年（昭和37年） - 鉄筋コンクリート2階建ての校舎が完成。
- 1963年（昭和38年） - 移転完了。ミルク給食を開始。
- 1964年（昭和39年） - 講堂を新築。運動場が完成。
- 1971年（昭和46年） - 校章・校旗を制定。
- 1974年（昭和49年） - 漁協の寄贈で綜合観察園が完成。
- 1976年（昭和51年）10月 - 瀬戸幼稚園が移転。
- 2004年（平成16年）3月1日 - 町村合併により、「壱岐市立瀬戸小学校」（現校名）に改称。

## アクセス
最寄りの港
- 「芦辺漁港」- 九州郵船が対馬の厳原港、福岡県博多港との間にフェリー・ジェットフォイルを運航。

最寄りのバス停
- 壱岐交通「箱崎支所前」バス停

最寄りの県道
- 長崎県道23号勝本石田線

## 周辺
- 壱岐市立瀬戸幼稚園
- 壱岐市役所 芦辺支所 箱崎事務所（旧・芦辺町役場 箱崎支所）
- 壱岐警察署箱崎警察官駐在所
- 壱岐瀬戸郵便局